# 武田莉奈
武田 莉奈（たけだ りな、1997年1月13日 - ）は、日本の女優。
埼玉県出身。

## 人物・エピソード
- 慶應義塾大学法学部政治学科卒業[1]
- 好きな食べ物は、肉といちご。

## 出演

### 舞台
- ミュージカル『赤毛のアン』 - 主演・アン 役
- ミュージカル「美少女戦士セーラームーン（乃木坂46版）」 - ジェダイト 役[2]
  - ミュージカル「美少女戦士セーラームーン（乃木坂46版）」（2018年6月8日 - 24日、天王洲 銀河劇場 / 9月21日 - 30日、赤坂ACTシアター）
  - ミュージカル「美少女戦士セーラームーン（乃木坂46版）」（2019年10月10日 - 14日TOKYO DOME CITY HALL / 2019年11月22日 - 11月24日上海美琪大戯院(MAJESTIC THEATRE)）
- Otona Project 第二十八弾 演劇ユニット【爆走おとな小学生】第十三回全校集会『勇者セイヤンの物語（真）』（2019年12月4日 - 12月8日、全労済ホール スペース・ゼロ / 12月27日-12月30日、近鉄アート館） - カバコ 役
- CINECプロデュース 「こどもの一生」（2020年2月20日 - 2月24日、大阪市立芸術創造館 / 2月28日 - 3月2日、アトリエファンファーレ東池袋） - 井出 役
- ［Otona Project 第三十四弾］ 演劇ユニット【爆走おとな小学生】第十二回課外授業『コトバノコトバ』( 2021年3月17日（水）〜21日（日）シアターサンモール)-スイージ役
- 名古屋市文化振興事業団2023年企画公演・ミュージカル「パジャマゲーム」(2023年2月17日(金)～19日(日) 名古屋市青少年文化センター　アートピアホール)-グラディス役
- 劇団皇帝ケチャップ【虚しさだけがそばにある】( 2023.04.19(水) - 2023.04.23(日)浅草九劇)
- LIVEDOG GIRLS「013」(2023年 7/21 (金) ～ 7/30 (日)中目黒キンケロシアター)-シャオユエ役
- ドラマデザイン社【どーるはうす】( 2023年10/18(水) 〜 10/22(日)中目黒ウッディーシアター)-主演ふみ役
- ミュージカル『TARRYTOWN』（2023年11月18日 - 21日、black A） - カトリーナ 役[3]
- 二人芝居『ふたりよがり』(2024年 2/9(金)〜2/12(祝･月) 池袋西口 GEKIBA)
- 劇団皇帝ケチャップ 第17回本公演「あなただけがそこにいる」(2024年 4/24 (水) ～ 4/28 (日)浅草九劇)
- ミュージカル「雫の星語り~Only God Knows~」( 2024年6月29日(土)～7月7(日)-シアターサンモール)-クニヌシ役
- ミュージカル『モンブラン～黄昏のROUTE69～』( 2024年8月21日(水)～25 (日)-シアターグリーンbox in box theater)-ヒロイン　あゆみ役
- 舞台「鉄火のいろは」( 2024年11月27日(水)〜12月1日(日)コフレリオ新宿シアター)-縫役
- 呪術廻戦 0 WITH LIVE BAND（2024年12月13日 - 29日、天王洲 銀河劇場） - 禪院真希 役[4]
- オフ・ブロードウェイミュージカル「TARRYTOWN」（2025年3月8日・9日、YCC県民文化ホール 小ホール / 3月15日 - 30日、浅草九劇） - カトリーナ 役[5]
- コントステージ「ミットたうん」（2025年5月24日・25日〈予定〉、CBGKシブゲキ!!）[6]

### 広告
- スルガ銀行グループカードローン「ダイレクトワン」イメージガール
- ワークマン CM出演